# Carneoryctes tectus
Carneoryctes tectus är en skalbaggsart som beskrevs av Blackburn 1891. Carneoryctes tectus ingår i släktet Carneoryctes och familjen Dynastidae. Inga underarter finns listade.